# František Šamberger (fotbalista)
František Šamberger (* 5. února 1972) je bývalý český fotbalista, útočník. Jeho bratrancem je bývalý fotbalový reprezentant Robert Vágner.

## Fotbalová kariéra
Začínal v Přešticích. V české lize hrál za FC Viktoria Plzeň a FC Union Cheb. Nastoupil v 34 utkáních a dal 2 góly.

## Ligová bilance
| Ročník                          | Zápasy | Góly | Klub              |
| ------------------------------- | ------ | ---- | ----------------- |
| 1. česká fotbalová liga 1993/94 | 6      | 0    | FC Viktoria Plzeň |
| 1. česká fotbalová liga 1994/95 | 7      | 0    | FC Viktoria Plzeň |
| 1. česká fotbalová liga 1995/96 | 21     | 2    | FC Union Cheb     |
| CELKEM                          | 34     | 2    |                   |